# 大麦娱乐控股
大麦娱乐控股有限公司（英語：Damai Entertainment Holdings Limited，港交所：1060、SGX：S91）以前稱文化中國傳播集團有限公司（英語：ChinaVision Media Group Limited）、阿里巴巴影业集团有限公司（英語：Alibaba Pictures Group Limited），在2009年9月17日，由上聯水泥股份有限公司換取上市，由董平及趙超創立。現時業務平面媒体经营、移动新媒体业务、精品影视剧经营等。其中主要資產包括淘宝电影、娱乐宝、《京华时报》等重要資產。

## 历史
2014年3月11日，阿里巴巴集團旗下公司阿里巴巴投資（ALIBABA INVESTMENT）將以每股人民幣0.5元入股文化中國傳播，以認購124.88億新股，共涉資人民幣62.44億元，佔經擴大後之已發行股本60%。另外，騰訊原持有文化中國傳播8%股權，經上述交易後，持股量將被攤薄至3.2%。
2014年12月22日，中國女星趙薇及其丈夫黄有龙於每股平均價人民幣1.6元購入逾19.3億股阿里影業股份，共涉資人民幣30.8億元，佔9.18%已發行股本，成為第二大股東。
2015年4月21日，阿里巴巴影業旗下間接附屬公司中聯盛世文化以人民幣8.3億元現金，收購中國最大的影院票務系統供應商之一廣東粵科軟件工程有限公司的100%股權。
2017年3月，阿里影业董事局主席兼CEO俞永福宣布，原优酷土豆旗下的合一影业团队将整合加入阿里影业。
2024年，阿里影业收购经营"大麦"品牌的Pony Media Holdings Inc.的全部股权，本次交易总对价为1.67亿美元（折合约13.07亿港元）。
2025年5月21日，阿里巴巴影業計劃將公司名稱更名為大麥娛樂控股。2025年6月5日，阿里巴巴影业正式更名为大麦娱乐控股有限公司。

## 投资作品
- 《不可能的任務：失控國度》（2015）
- 《七月与安生》（2016）
- 《星际迷航3：超越星辰》（2016）
- 《擺渡人》（2016）
- 《没有别的爱》（2016），电影未及上映，即因演员政治立场问题引起巨大争议。
- 《喜欢·你》（2017）
- 《三生三世十里桃花》（2017）
- 《杀破狼·贪狼》（2017）
- 《前任3：再见前任》（2017）
- 《不可能的任務：全面瓦解》（2018）
- 《流浪地球》（2019）
- 《飞驰人生》（2019）
- 《丑娃娃》（2019）
- 《只有芸知道》（2019）
- 《八佰》（2020）
- 《夺冠》（2020）
- 《我和我的家乡》（2020）
- 《拆弹专家2》（2020）
- 《第一炉香》（2021）
- 《毒舌大狀》（2023）
- 《潜行》（2023）
- 《手术直播间》（2024）
- 《守闕者》（2024）

## 发行电影
- 《厉害了，我的国》（2018）
- 《丑娃娃》（2019，华夏电影发行有限责任公司联合发行）

## 外部連結
- 官方网站
- 大麦娱乐控股官网